# Столяровка (Башкортостан)
Столяровка (баш. Столяровка) — деревня в Мелеузовском районе Башкортостана Российской Федерации. Входит в состав Зирганского сельсовета.

## Географическое положение
Расположена на реке Барче в 4,5 км к югу от жилых массивов города Салавата, примерно в километре от автодороги Р-240 "Уфа — Оренбург" и от железной дороги Уфа — Оренбург. Расстояние до:
- районного центра (Мелеуз): 39 км;
- центра сельсовета (Зирган): 8 км;
- ближайшей ж/д станции (Зирган): 7 км.

## История

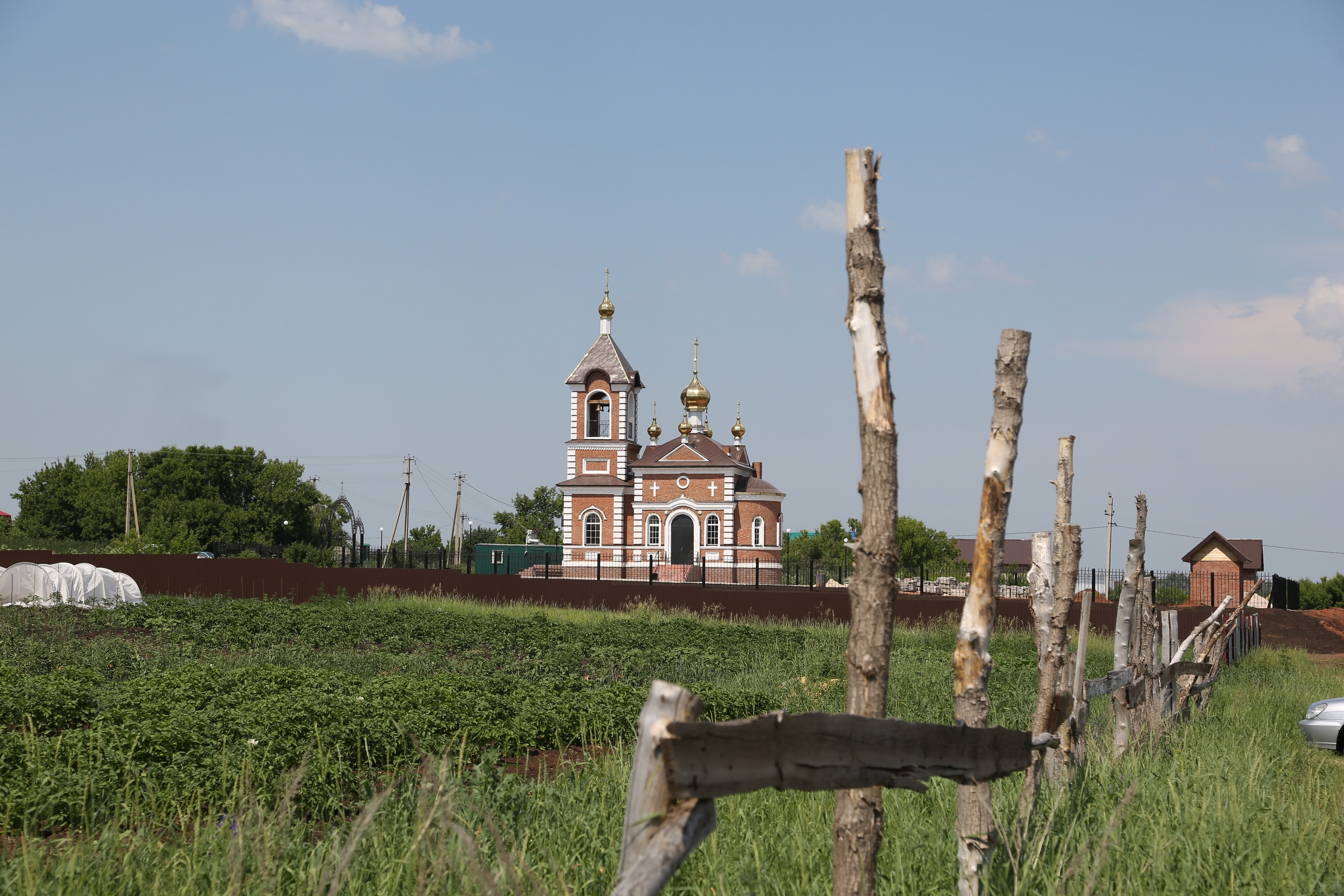
Церковь во имя Благовещения

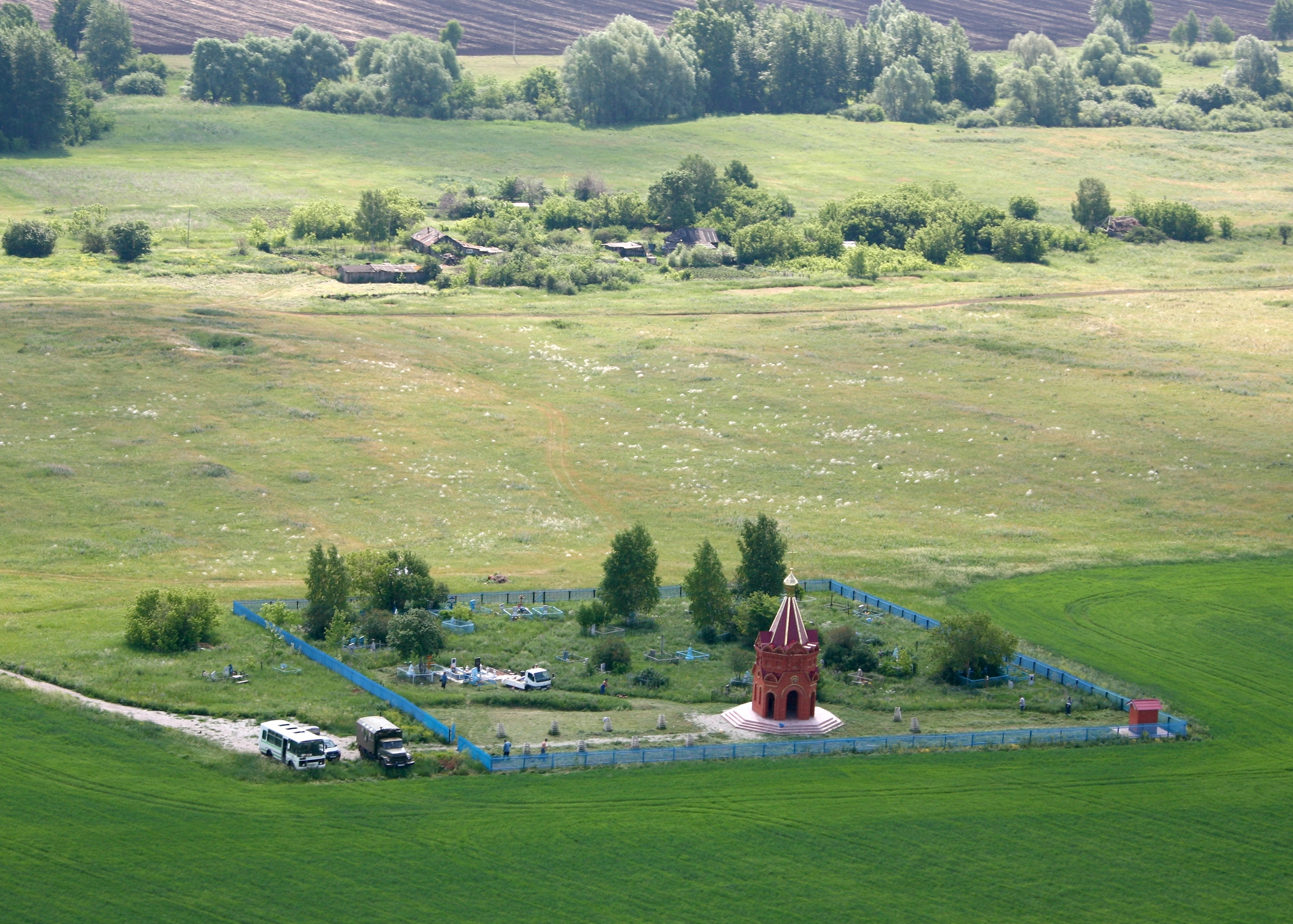
Часовня на местном кладбище

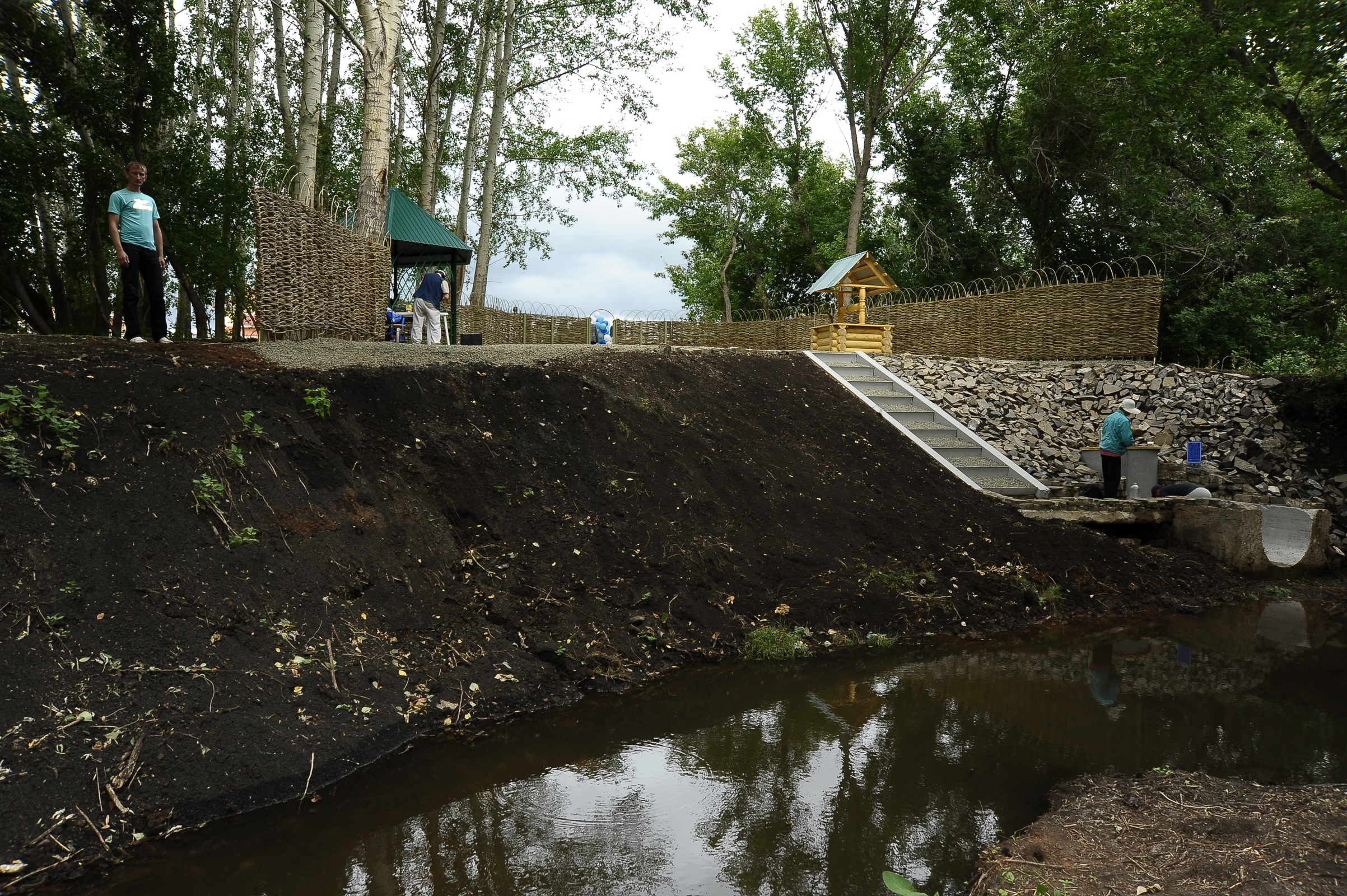
Марьин родник

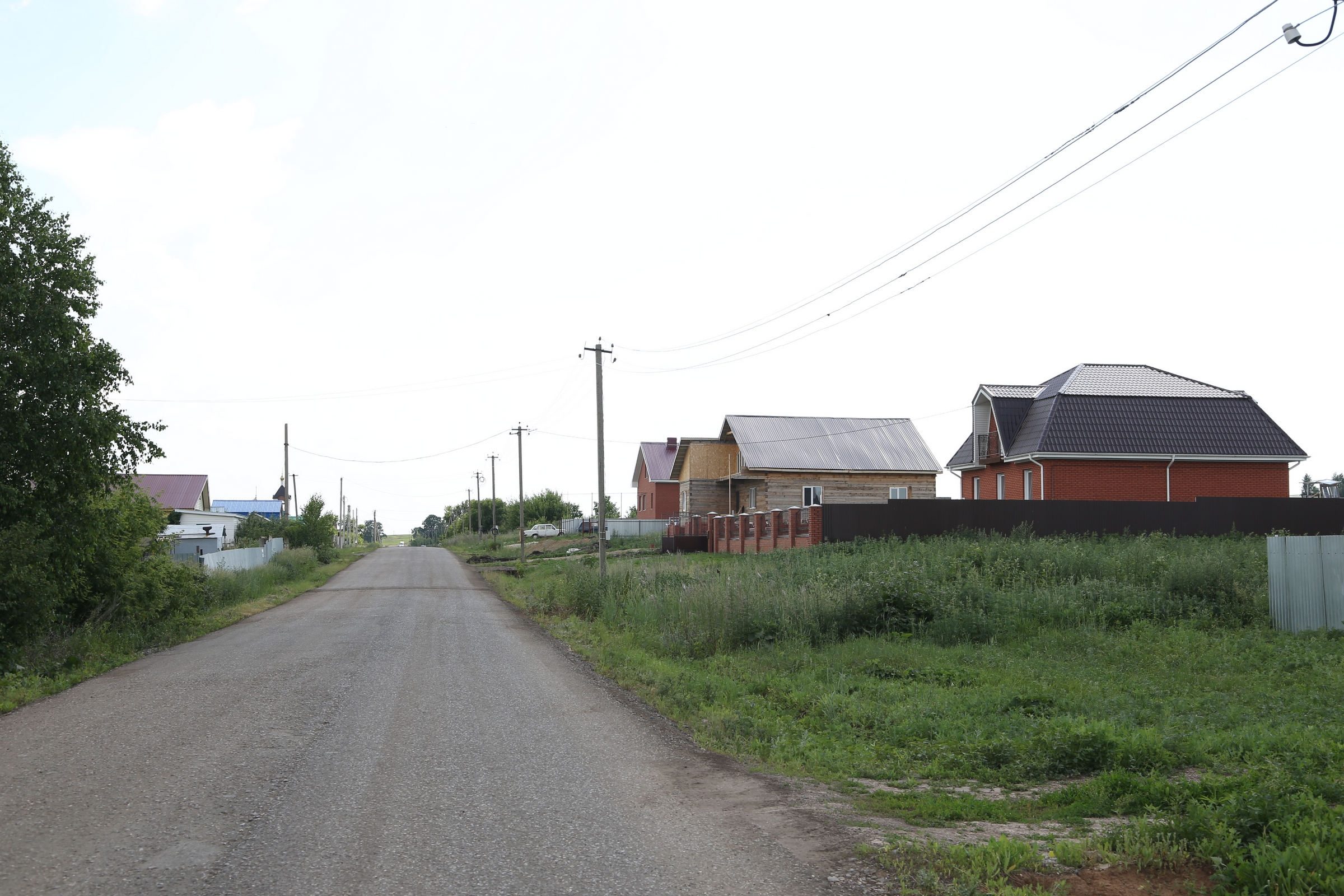
Столяровка сегодня

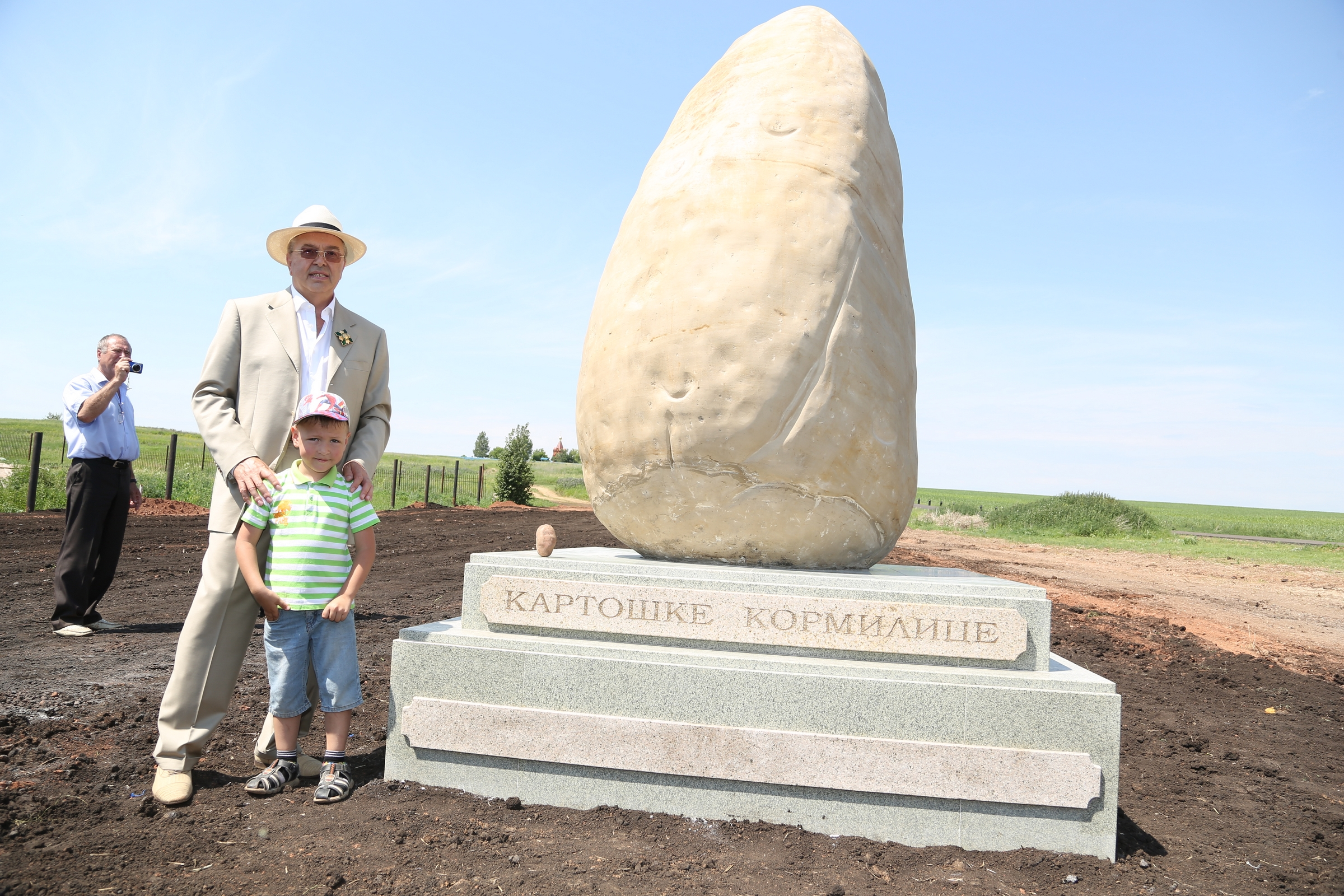
Памятник картофелю

Деревня возникла в 1843 году. Своим названием она обязана одному из её первопоселенцев Фёдору Столярову, приехавшему из Пензенской губернии.
Переселенцы создали Столяровское товарищество собственников, занимались земледелием, держали рогатый скот, построили мельницу, деревянную церковь, школу. В 1930 году в Столяровке образовался колхоз «Заря».  В годы Великой Отечественной войны не вернулись домой 22 фронтовика. В жизни столяровцев произошли изменения в годы правления страной Н.С.Хрущёвым. В результате проводимой им аграрной политики местный колхоз был включён в состав вновь созданного укрупнённого хозяйства. Из деревни забрали на центральную усадьбу всю технику и скот, увезли мельницу, магазин, клуб, хозяйственные строения, разрушили  церковь.
На разорение деревни повлияла и близость Салавата с набирающим силой нефтехимическим комбинатом, К началу XXI века в Столяровке осталось лишь одно подворье Фёдора Ивановича Кошелева.

### Возрождение
Возрождение села началось в 2006 году со строительства часовни на местном кладбище. Инициатором и меценатом строительства стал генеральный директор ООО «Газпром добыча Оренбург» Сергей Иванович Иванов, правнук одного из основателей деревни Фёдора Алексеевича Кошелева. К Столяровке была проложена электролиния, подведён природный газ, своё 170-летие она встретила новыми домами, поднявшимися вдоль заасфальтированной улицы. В июне 2015 года произошло торжественное открытие новой церкви на месте разрушенной.

## Население
| 2002 | 2009 | 2010 |
| ---- | ---- | ---- |
| 1    | ↗10  | →10  |

## Религия
В деревне есть православная церковь Благовещения Пресвятой Богородицы.

## Достопримечательности
Открыт музей истории села.